# Revier
Un revier (abréviation de l'allemand Krankenrevier, le quartier des malades), dans le langage des camps de concentration nazis, est un baraquement destiné aux prisonniers malades. Le mot est prononcé par les déportés français « revir, ». Le personnel médical y était principalement constitué de détenus. Les conditions dans les reviers variaient grandement selon le type de camp.
Selon Charlotte Delbo, déportée à Auschwitz, la signification qu'a ce mot au camp n'est pas traduisible en français car « ce n'est ni hôpital, ni ambulance, ni infirmerie. C'est un lieu infect où les malades pourrissent sur trois étages. »
Dans les camps d'extermination (ainsi que dans les camps de travail où l'extermination par le travail était pratiquée), le terme de revier a été immédiatement associé à la mort à bien des égards. La mort était prévisible dès l'entrée dans un revier : une personne « insuffisamment » malade pouvait être accusée de simuler afin d'éviter le travail. La peine encourue était alors la mort. Mais l'admission dans un revier n'offrait que peu d'espoir : même lorsque le personnel médical était constitué de médecins hautement qualifiés (détenus), il ne pouvait offrir aucune aide au-delà des premiers secours : les produits pharmaceutiques y étaient pratiquement absents. En outre, les rations alimentaires pour les malades étaient plus faibles que celles destinées aux détenus en état de travailler, et il n'y avait aucune hygiène. Enfin, à tout moment, des sélections pouvaient être pratiquées dans le revier, menant à l'extermination pour des raisons diverses (par exemple, la menace d'une épidémie, en raison de la surpopulation ou parce qu'ils étaient réputés malades incurables).
À Auschwitz-Birkenau, si les conditions sont très dures au Revier, infesté de puces et de rats, pour les prisonniers qui y sont médecins ou infirmières, elles sont néanmoins un peu moins mauvaises que pour les autres déportés du camp : le personnel du revier n'est en effet pas convoqué à l'appel, mange « à sa faim » et est protégé du froid pendant son travail.